# Les Escaules
Les Escaules és un poble del terme municipal altempordanès de Boadella i les Escaules. Terme independent el 1800, va ser agregat a Boadella el 1846 per la política de reducció del número de municipis.
Al cens de l'any 2011 tenia cent habitants. Destaca pel seu nucli històric compacte i les restes arquitectòniques medievals que s'hi troben. Es troba prop de la riba dreta de la Muga, sobre un turó i prop del torrent de la Caula, que forma el magnífic salt de la Caula i les gorgues de la Caula. Els actes populars més coneguts son:
Fira del saüc (maig), Festa de la Sardana (setembre) iles tradicionals quines (desembre - gener)
Del 2005 al 2019 s'hi va celebrar la trobada de poesia d'acció i performance anomenada La Muga Caula.

## Llocs d'interès
- Església romànica de Sant Martí.
- Restes del castell i de l'antic monestir.
- Pou de glaç
- Salt de la Caula i gorgues de la Caula.
- Riu la Muga
- Nucli històric
- Coves Naturals, habitades en temps prehistòrics s'hi han trobat restes de 60.000 anys d'antiguitat, algunes d'elles exposades en el Museu Arqueològic de Sant Pere de Galligans de Girona. Les restes trobades van del Paleolític inferior a l'edat de bronze (les Escaules).

## Residents il·lustres
- A principis de la dècada dels 90, i fins a la seva mort el 2015, s'hi va instal·lar l'economista d'origen britànic Edward Hugh.[2]
- Des de 2012 hi té el taller l'artista mallorquina Lara Fluxà.[3]